# Edotia tuberculata
Edotia tuberculata är en kräftdjursart som beskrevs av Félix Édouard Guérin-Méneville 1843. Edotia tuberculata ingår i släktet Edotia och familjen tånglöss. Inga underarter finns listade i Catalogue of Life.